# コンパートメント券
コンパートメント券（コンパートメントけん）とは、JRグループ旅客鉄道会社のコンパートメント個室に乗車するために必要な料金券であり、指定券の一種である。

## 概要
JRグループの前身である日本国有鉄道において、「個室」は寝台車及びグリーン車にしか設定されていなかった。東北新幹線が東日本旅客鉄道に継承後の1990年（平成2年）6月23日から、グリーン個室に加え「普通個室」を設置した新幹線200系電車の249形が営業運転されたが、旅客営業制度上、この「普通個室」は普通車指定席として運用されており、人数分の通常の指定席特急料金で乗車できた。
翌1991年（平成3年）7月27日から営業運転された「スーパーとかち」に連結された2階建車両キサロハ182形550番台は、2階部分がグリーン車開放室、1階部分がコンパートメント個室の合造車で、このコンパートメント個室の利用に必要とされたのが「コンパートメント券」である。
2000年（平成12年）3月11日から、キハ183系で運用される「スーパーとかち」の列車名が「とかち」に変更され、また、キサロハ182形550番台は「おおぞら」でも共通運用されたため、両列車のために「コンパートメント券」が発売されていた。しかし、翌2001年（平成13年）6月30日限りでキサロハ182形550番台の営業は終了し、その後もJRグループ旅客鉄道会社共通の制度として存置されているものの、「コンパートメント券」の対象となる列車は設定されていない。

## 制度
コンパートメント個室はグリーン車ではないが、制度上はグリーン券と同様に、大人こども同額、同時に使用する特別急行券は通年510円引き（列車設定当時。2014年（平成26年）4月1日消費税改定後は制度上520円引き。）とされていた。
定員に満たない人数での乗車を認めるときは、実際乗車人員に対する所定の旅客運賃及び料金のほか、不足人員分について個室乗車区間に対する無割引のコンパートメント料金を必要とした。
なお、JR北海道及び道内旅行会社窓口に限り、他の指定券と同様、特別企画乗車券との併用を前提としたオプション券も発売されていた。

## 新幹線の普通個室
新幹線においては、前述の東北新幹線249形のほか、山陽新幹線「ひかりレールスター」などで運用される新幹線700系電車の724形7700番台に普通個室の設備があるが、いずれもコンパートメント個室としては取り扱われず、コンパートメント券も発売されていない。

## 参考資料
- “旅客営業規則”.  北海道旅客鉄道 (2014年4月1日). 2015年12月8日閲覧。